# Tolga Şahin
Tolga Şahin (* 30. September 1997 in Gaziantep) ist ein türkischer Fußballspieler.

## Karriere
Şahin erlernte das Fußballspielen u. a. in den Nachwuchsabteilungen der Vereine Mezitlispor, Yeni Mersinspor und Mersin İdman Yurdu.
Bei letzterem erhielt er im Sommer 2015 einen Profivertrag und wurde noch vor dem Saisonstart 2015/16 erst an den Viertligisten Niğde Belediyespor ausgeliehen. Mit diesem Verein wurde er in der Viertligasaison 2015/16 Play-off-Sieger der TFF 3. Lig und stieg damit in die TFF 2. Lig auf.

## Erfolge
Mit Niğde Belediyespor
- Play-off-Sieger der TFF 3. Lig und Aufstieg in die TFF 2. Lig: 2015/16